# Donje Dvorišće
 Donje Dvorišće  falu Horvátországban Zágráb megyében. Közigazgatásilag Dugo Selóhoz tartozik.

## Fekvése
Zágrábtól 25 km-re keletre, községközpontjától  3 km-re északkeletre fekszik. 

## Története
A település a 16. század elején "Also Dvorische" néven tűnik fel a bozsjákói (Božjakovina) uradalom részeként. 1630-ban mint a bozsjákói Szent Márton plébániához tartozó falut említi az egyházi vizitáció. 1669-ben "Duorische" alakban szerepel. 
1857-ben 116, 1910-ben 133 lakosa volt. Trianonig Zágráb vármegye Dugoseloi járásához tartozott. 2001-ben 141 lakosa volt. 

## Lakosság
| Lakosság változása | Lakosság változása | Lakosság változása | Lakosság változása | Lakosság változása | Lakosság változása | Lakosság változása | Lakosság változása | Lakosság változása | Lakosság változása | Lakosság változása | Lakosság változása | Lakosság változása | Lakosság változása | Lakosság változása |
| ------------------ | ------------------ | ------------------ | ------------------ | ------------------ | ------------------ | ------------------ | ------------------ | ------------------ | ------------------ | ------------------ | ------------------ | ------------------ | ------------------ | ------------------ |
| 1857               | 1869               | 1880               | 1890               | 1900               | 1910               | 1921               | 1931               | 1948               | 1953               | 1961               | 1971               | 1981               | 1991               | 2001               |
| 116                | 108                | 94                 | 113                | 122                | 133                | 131                | 131                | 127                | 115                | 103                | 98                 | 74                 | 71                 | 141                |

## Külső hivatkozások
- Dugo Selo város hivatalos oldala
- Dugo Selo oldala
- Dugo Selo információs portálja